# آپتراکوو
آپتراکوو (انگلیسی: Aptrakovo) یک شهرک در شهرستان ملئوزوفسکی استان باشقیرستان کشور روسیه است.